# Ejido de San Francisco Chimalpa
Ejido de San Francisco Chimalpa är en ort i Mexiko, tillhörande kommunen Naucalpan de Juárez i delstaten Mexiko. Orten tillhör Mexico Citys storstadsområde. Ejido de San Francisco Chimalpa hade 4 349 invånare vid folkmätningen 2010. 2020 hade invånarantalet ökat till 6 084, vilket gör det till kommunens tredje folkrikaste stad bakom San Francisco Chimalpa och huvudorten Naucalpan de Juárez.